# ياكوب بيندر
ياكوب بيندر (بالألمانية: Jakob Bender)‏ (23 مارس 1910 – 8 فبراير 1981) لاعب كرة قدم ألماني راحل كان يجيد اللعب في خط الوسط .
لعب طوال مسيرته الرياضية في نادي فورتونا دوسيلدورف (1927-1939).
مثل منتخب ألمانيا في 9 مباريات (1933-1935). شارك مع منتخب ألمانيا في بطولة كأس العالم 1934 في إيطاليا حيث احتل المركز الثالث.

## وصلات خارجية
- ياكوب بيندر على موقع قاعدة بيانات كرة القدم.إي يو (الإنجليزية)
- ياكوب بيندر على موقع ناشيونال فوتبول تيمز (الإنجليزية)
- ياكوب بيندر على موقع Soccerway.com (الإنجليزية)
- ياكوب بيندر على موقع عالم كرة القدم.نت (الإنجليزية)

- سيرة ذاتية